# Garra cambodgiensis
Cá may Cambuchia (Danh pháp khoa học: Garra cambodgiensis) là một loài cá trong họ Cyprinidae thuộc chi Garra, đây là loài cá đặc hữu của Campuchia và cũng là loài cá cảnh nước ngọt được nhiều người ưa chuộng, chúng có kích thước nhỏ và ngoại hình bắt mắt. Ngoài pháp danh chính của nó, chúng còn có các pháp danh khoa học tương đồng khác như Garra spinosa, Garra taeniata và Garra taeniatops.